# Mortes em maio de 2022
Mortes em 2022: ← Janeiro – Fevereiro – Março – Abril – Maio – Junho – Julho – Agosto – Setembro – Outubro – Novembro – Dezembro →
Esta é uma relação de pessoas notáveis que morreram durante o mês maio de 2022, listando nome, nacionalidade, ocupação e ano de nascimento.

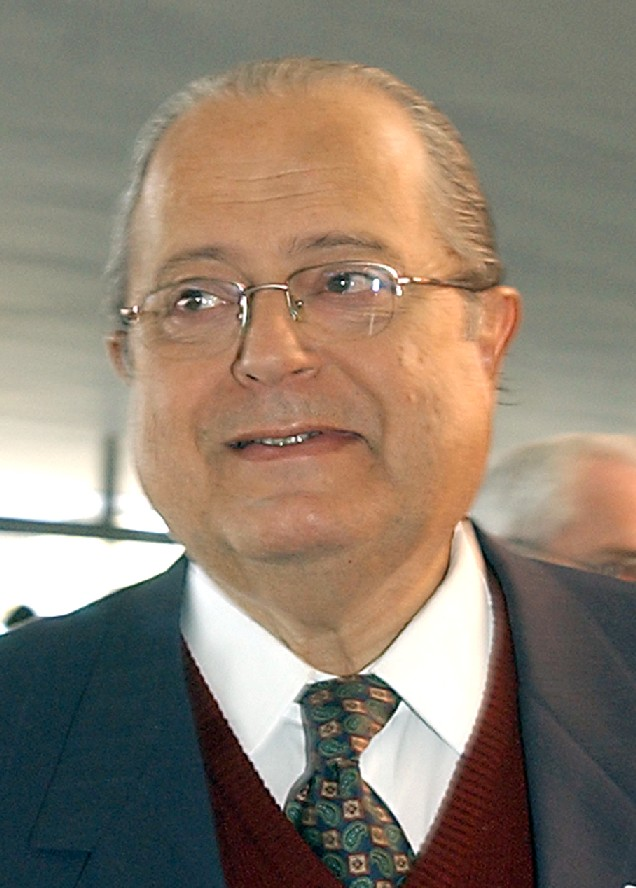
Carlos Eduardo Moreira Ferreira, advogado, empresário e político brasileiro.

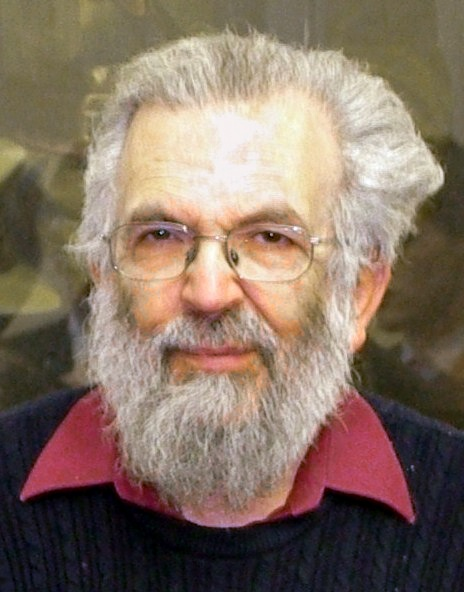
Joseph Raz, filósofo israelense.

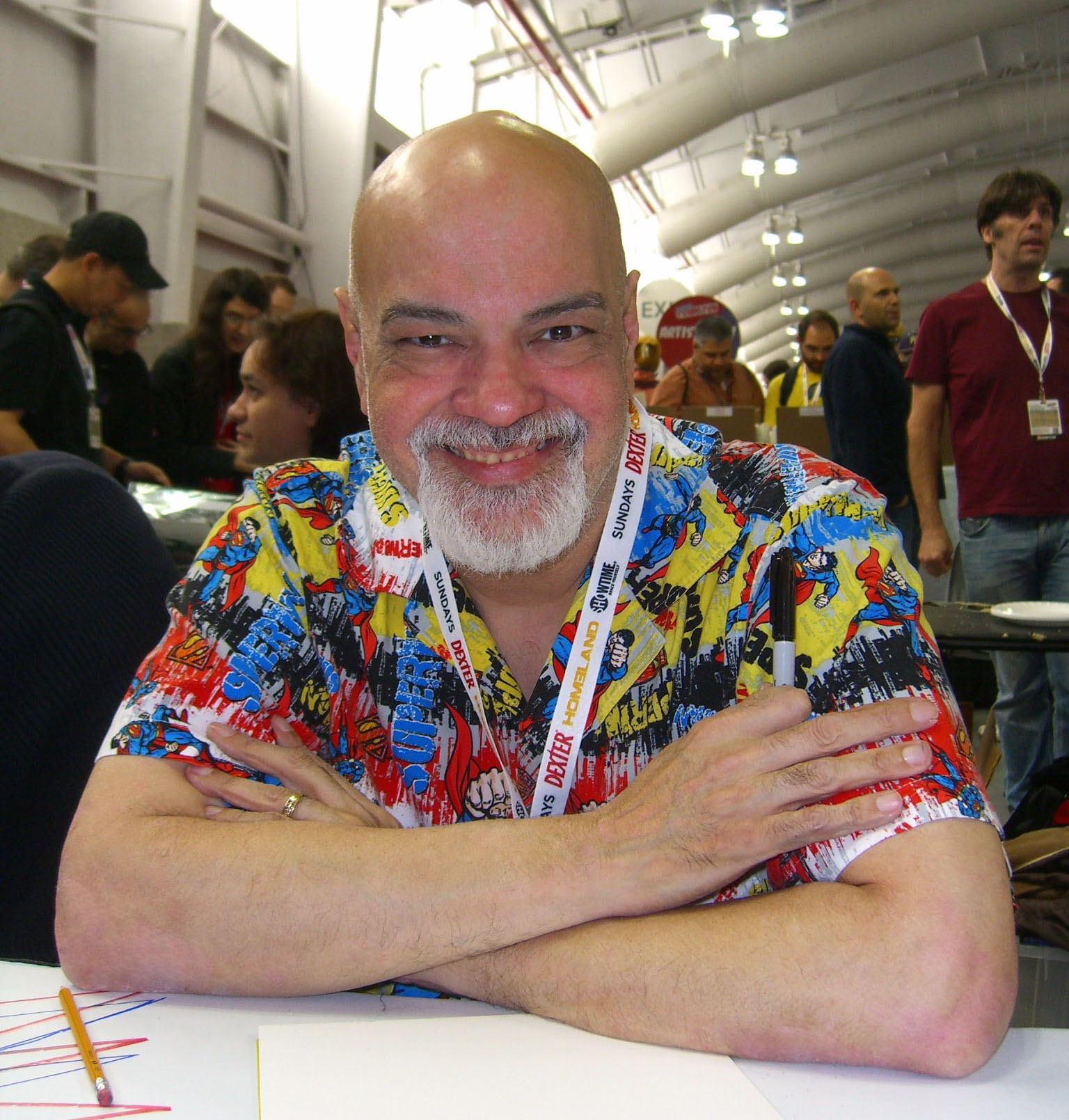
George Pérez, desenhista estadunidense.

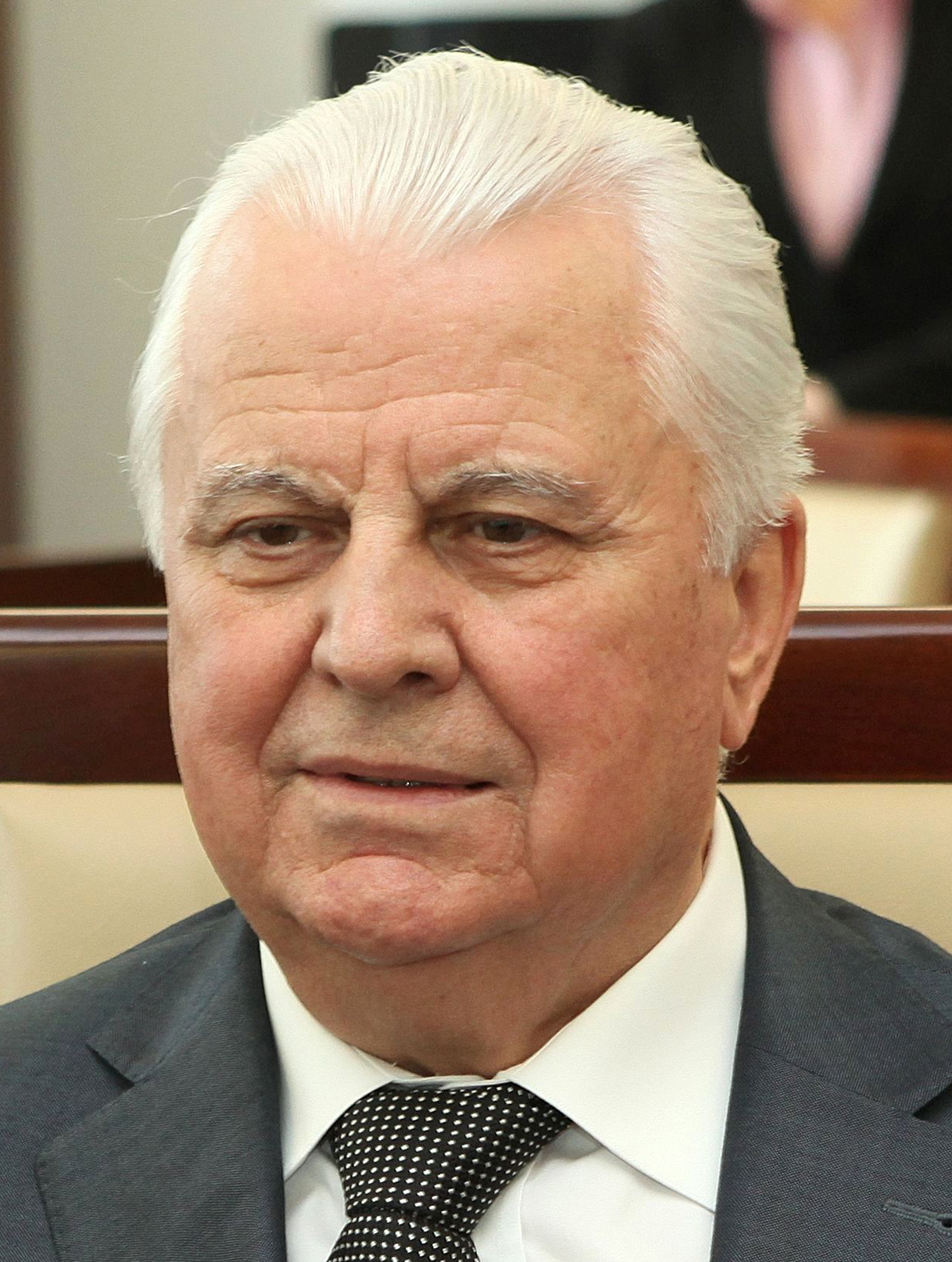
Leonid Kravchuk, ex-presidente da Ucrânia.

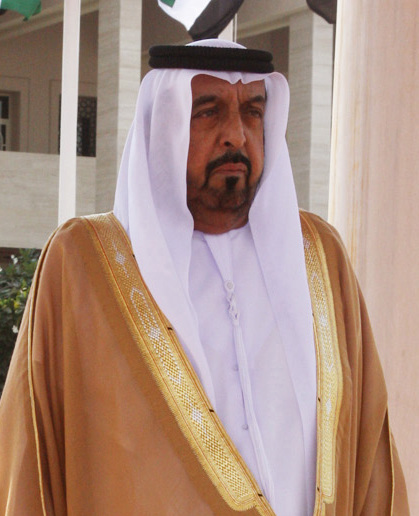
Khalifa bin Zayed al Nahyan, ex-presidente dos Emirados Árabes Unidos.

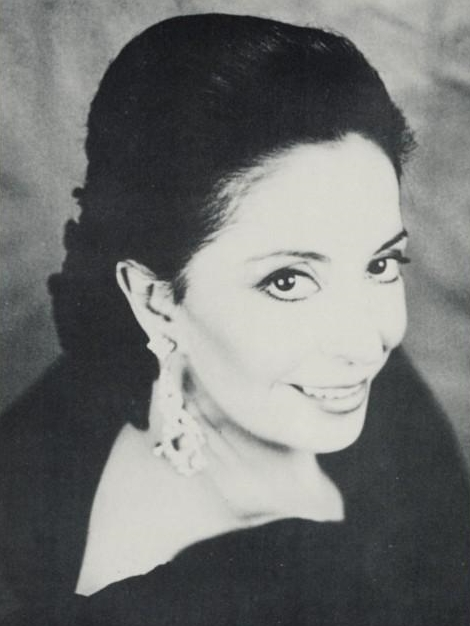
Teresa Berganza, cantora lírica espanhola.

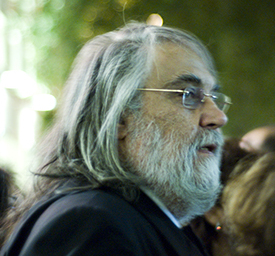
Vangelis, músico grego.

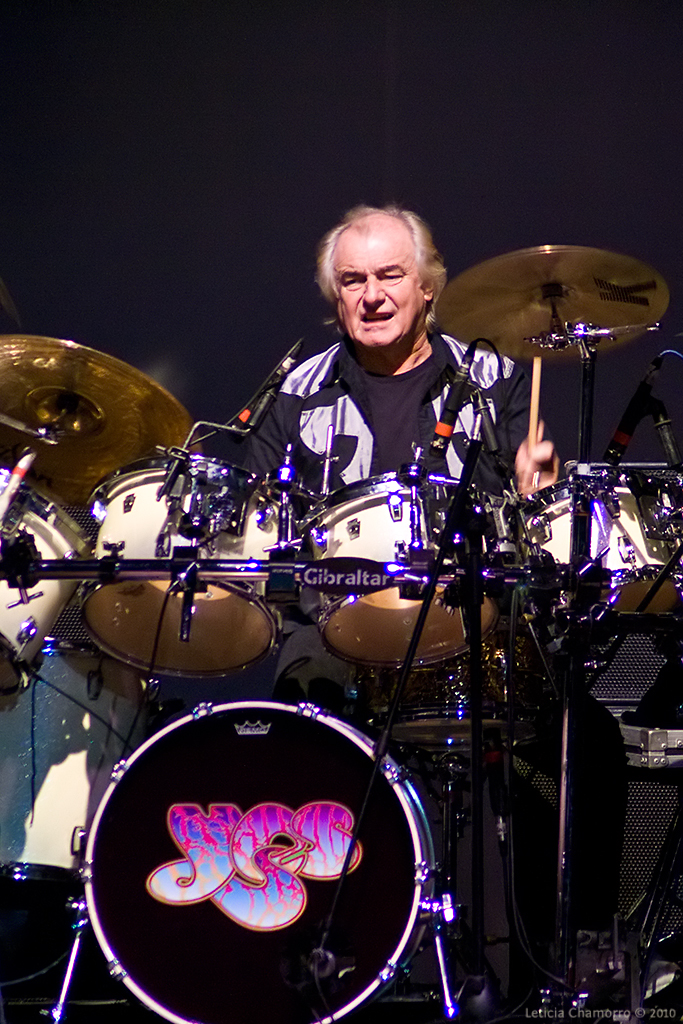
Alan White, músico britânico.

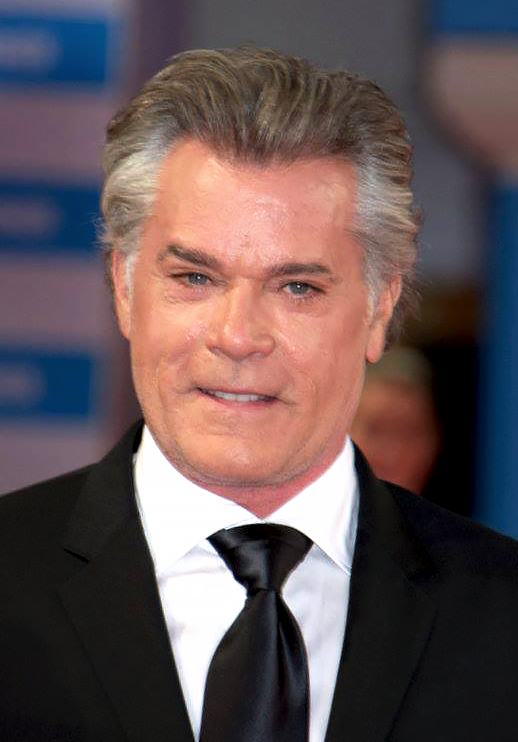
Ray Liotta, ator estadunidense.

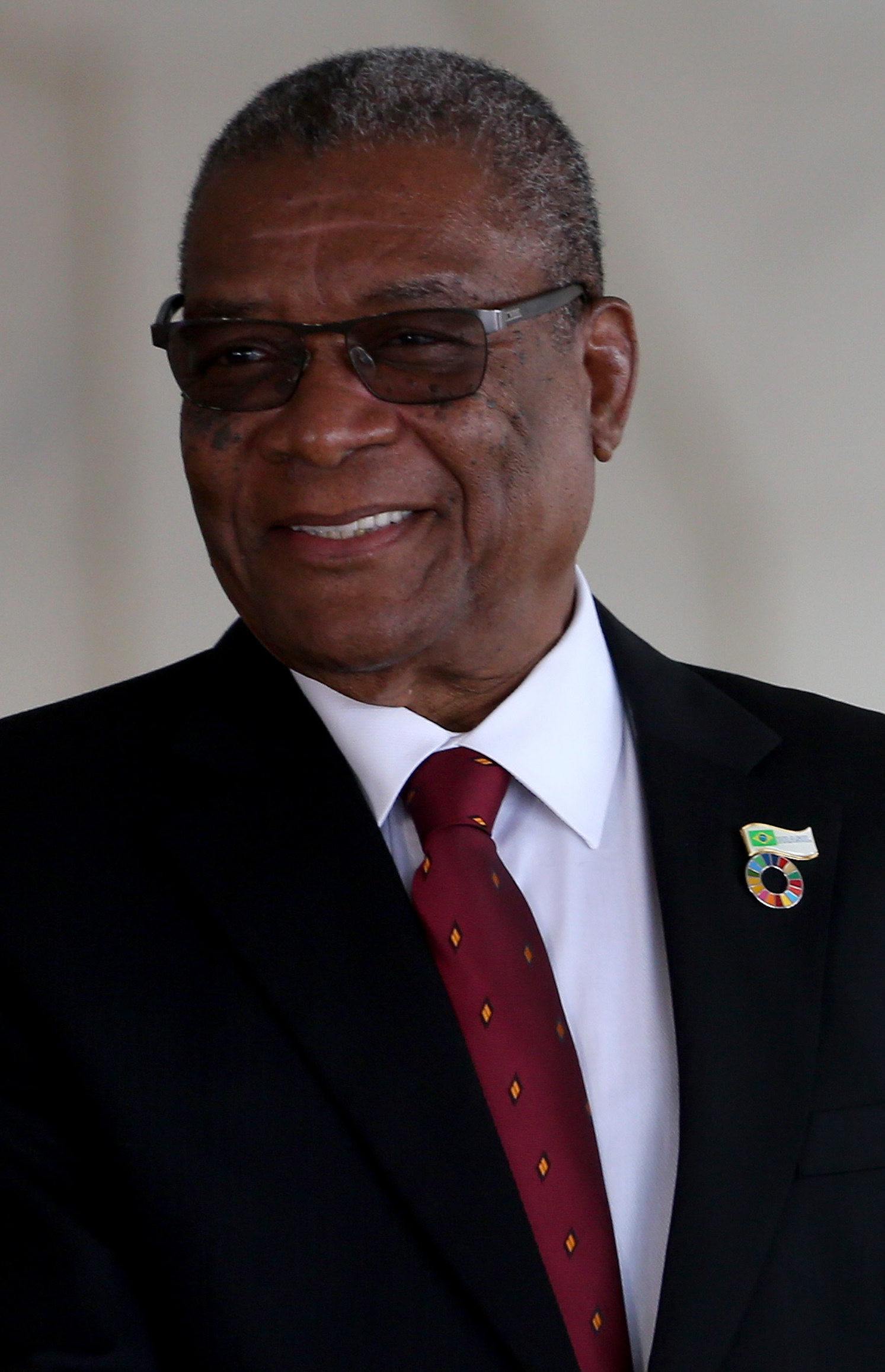
Evaristo Carvalho, ex-presidente de São Tomé e Príncipe.

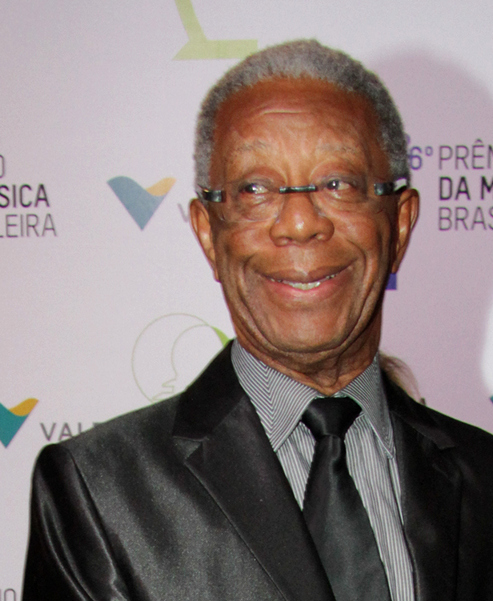
Milton Gonçalves, ator brasileiro.

| Dia | Nome                             | Profissão ou motivo de reconhecimento            | Nacionalidade                                 | Nasc. | Ref     |
| --- | -------------------------------- | ------------------------------------------------ | --------------------------------------------- | ----- | ------- |
| 1   | Ricardo Alarcón de Quesada       | Político                                         | Cuba                                          | 1937  | [ 1 ]   |
| 1   | Ivica Osim                       | Futebolista e treinador                          | Bósnia e Herzegovina/ Iugoslávia              | 1941  | [ 2 ]   |
| 1   | Carlos Eduardo Moreira Ferreira  | Advogado, empresário e político                  | Brasil                                        | 1939  | [ 3 ]   |
| 1   | Jerry verDorn                    | Ator                                             | Estados Unidos                                | 1949  | [ 4 ]   |
| 1   | Ray Freeman                      | Químico                                          | Reino Unido                                   | 1932  | [ 5 ]   |
| 2   | Joseph Raz                       | Filósofo                                         | Israel                                        | 1939  | [ 6 ]   |
| 2   | João Gago Horta                  | Político e empresário                            | Portugal                                      | 1943  | [ 7 ]   |
| 2   | Kailia Posey                     | Personalidade de reality show                    | Estados Unidos                                | 2006  | [ 8 ]   |
| 3   | Tony Brooks                      | Automobilista                                    | Reino Unido                                   | 1932  | [ 9 ]   |
| 3   | Mieke Wijaya                     | Atriz                                            | Indonésia                                     | 1940  | [ 10 ]  |
| 4   | Odir Rocha                       | Médico e político                                | Brasil                                        | 1941  | [ 11 ]  |
| 4   | Claudio Bojunga                  | Jornalista                                       | Brasil                                        | 1939  | [ 12 ]  |
| 4   | Harm Ottenbros                   | Ciclista                                         | Países Baixos                                 | 1943  | [ 13 ]  |
| 4   | Donald McKellow                  | Ciclista                                         | Reino Unido                                   | 1925  | [ 14 ]  |
| 5   | Leo Wilden                       | Futebolista                                      | Alemanha                                      | 1936  | [ 15 ]  |
| 5   | Lamine Conteh                    | Futebolista                                      | Serra Leoa                                    | 1976  | [ 16 ]  |
| 5   | Théodore Nzue Nguema             | Futebolista e treinador                          | Gabão                                         | 1973  | [ 17 ]  |
| 5   | Moacyr Gomes da Costa            | Arquiteto                                        | Brasil                                        | 1927  | [ 18 ]  |
| 5   | Mike Hagerty                     | Ator                                             | Estados Unidos                                | 1954  | [ 19 ]  |
| 6   | George Pérez                     | Desenhista                                       | Estados Unidos                                | 1954  | [ 20 ]  |
| 6   | Titina Rodrigues                 | Cantora                                          | Cabo Verde                                    | 1947  | [ 21 ]  |
| 7   | Yuri Averbakh                    | Enxadrista                                       | Rússia/ União Soviética                       | 1922  | [ 22 ]  |
| 7   | Aleksandro                       | Cantor                                           | Brasil                                        | 1987  |         |
| 8   | Osvaldo Schneider                | Político                                         | Brasil                                        | 1944  | [ 23 ]  |
| 8   | John R. Cherry III               | Diretor e roteirista                             | Estados Unidos                                | 1948  | [ 24 ]  |
| 8   | Antonio Salazar Castillo         | Futebolista                                      | México                                        | 1989  | [ 25 ]  |
| 8   | Fred Ward                        | Ator                                             | Estados Unidos                                | 1942  | [ 26 ]  |
| 8   | Jalma Jurado                     | Cirurgião plástico                               | Brasil                                        | 1937  | [ 27 ]  |
| 8   | Dennis Waterman                  | Ator e cantor                                    | Reino Unido                                   | 1948  | [ 28 ]  |
| 9   | Jody Lukoki                      | Futebolista                                      | Países Baixos/ República Democrática do Congo | 1992  | [ 29 ]  |
| 9   | Adreian Payne                    | Basquetebolista                                  | Estados Unidos                                | 1991  | [ 30 ]  |
| 9   | John Coates                      | Matemático                                       | Austrália                                     | 1945  | [ 31 ]  |
| 9   | Tim Johnson                      | Político                                         | Estados Unidos                                | 1946  | [ 32 ]  |
| 9   | Marcela Maria Nicodemos          | Diplomata                                        | Brasil                                        | 1953  | [ 33 ]  |
| 9   | Rieko Kodama                     | Artista e designer                               | Japão                                         | 1963  | [ 34 ]  |
| 10  | Leonid Kravtchuk                 | Político                                         | Ucrânia/ União Soviética                      | 1934  | [ 35 ]  |
| 10  | Alberico de Souza Cruz           | Jornalista                                       | Brasil                                        | 1938  | [ 36 ]  |
| 10  | Bob Lanier                       | Basquetebolista                                  | Estados Unidos                                | 1948  | [ 37 ]  |
| 11  | Paul Ginsborg                    | Historiador                                      | Itália/ Reino Unido                           | 1945  | [ 38 ]  |
| 11  | André Warwar                     | Cineasta e podcaster                             | Brasil                                        | 1969  | [ 39 ]  |
| 11  | Norberto Ávila                   | Dramaturgo                                       | Portugal                                      | 1936  | [ 40 ]  |
| 11  | Shireen Abu Akleh                | Jornalista                                       | Estados Unidos/ Palestina                     | 1971  | [ 41 ]  |
| 12  | Haleh Afshar                     | Cientista política                               | Irão                                          | 1944  | [ 42 ]  |
| 13  | Khalifa bin Zayed al Nahyan      | Político e emir                                  | Emirados Árabes Unidos                        | 1948  | [ 43 ]  |
| 13  | João Rendeiro                    | Banqueiro e criminoso                            | Portugal                                      | 1952  | [ 44 ]  |
| 13  | Teresa Berganza                  | Cantora de ópera                                 | Espanha                                       | 1933  | [ 45 ]  |
| 13  | Luís Viana Neto                  | Político                                         | Brasil                                        | 1933  | [ 46 ]  |
| 13  | Ben Roy Mottelson                | Físico                                           | Dinamarca/ Estados Unidos                     | 1926  | [ 47 ]  |
| 13  | Lil Keed                         | Rapper                                           | Estados Unidos                                | 1998  | [ 48 ]  |
| 14  | Breno Silveira                   | Cineasta                                         | Brasil                                        | 1964  | [ 49 ]  |
| 14  | Maxi Rolón                       | Futebolista                                      | Argentina                                     | 1995  | [ 50 ]  |
| 14  | David West                       | Beisebolista                                     | Estados Unidos                                | 1964  | [ 51 ]  |
| 14  | Peter Nicholas                   | Empreendedor                                     | Estados Unidos                                | 1941  | [ 52 ]  |
| 14  | Helen Fein                       | Socióloga e professora                           | Estados Unidos                                | 1934  | [ 53 ]  |
| 15  | Robert Cogoi                     | Cantor                                           | Bélgica                                       | 1939  | [ 54 ]  |
| 16  | Dijjo Lima                       | Quadrinista                                      | Brasil                                        | 1988  | [ 55 ]  |
| 16  | Hilarion                         | Bispo                                            | Canadá/ Estados Unidos                        | 1948  | [ 56 ]  |
| 16  | Helena de Lima                   | Cantora                                          | Brasil                                        | 1926  | [ 57 ]  |
| 16  | Carol Ann Peters                 | Patinadora                                       | Estados Unidos                                | 1932  | [ 58 ]  |
| 17  | Francisco Rodríguez García       | Futebolista                                      | Espanha                                       | 1934  | [ 59 ]  |
| 17  | Vangelis                         | Músico                                           | Grécia                                        | 1943  | [ 60 ]  |
| 17  | Marnie Schulenburg               | Atriz                                            | Estados Unidos                                | 1984  | [ 61 ]  |
| 18  | Faouzi Mansouri                  | Futebolista                                      | Argélia                                       | 1956  | [ 62 ]  |
| 18  | Werner Israel                    | Físico                                           | Canadá                                        | 1931  | [ 63 ]  |
| 18  | Fernando Guimarães Kevanu        | Prelado                                          | Angola                                        | 1936  | [ 64 ]  |
| 19  | Bernard Wright                   | Cantor                                           | Estados Unidos                                | 1963  | [ 65 ]  |
| 19  | César Costa Filho                | Cantor e compositor                              | Brasil                                        | 1944  | [ 66 ]  |
| 20  | Kirill Teiter                    | Político e jornalista                            | Estónia                                       | 1952  | [ 67 ]  |
| 20  | Darcy Rodrigues                  | Militar                                          | Brasil                                        | 1941  | [ 68 ]  |
| 21  | Marco Antonio Cornez             | Futebolista                                      | Chile                                         | 1958  | [ 69 ]  |
| 21  | David Forbes                     | Velejador                                        | Austrália                                     | 1934  | [ 70 ]  |
| 21  | Maria Lucimar Pereira            | Indígena                                         | Brasil                                        | 1890  | [ 71 ]  |
| 22  | Peter Lamborn Wilson             | Historiador e escritor                           | Estados Unidos                                | 1945  | [ 72 ]  |
| 22  | Dervla Murphy                    | Ciclista e escritora                             | Irlanda                                       | 1931  | [ 73 ]  |
| 23  | Wendell                          | Futebolista                                      | Brasil                                        | 1947  | [ 74 ]  |
| 23  | Jamie Bartlett                   | Ator                                             | África do Sul                                 | 1966  | [ 75 ]  |
| 23  | Jaime Giollo                     | Futebolista                                      | Brasil                                        | 1937  | [ 76 ]  |
| 23  | Fernando Chuí                    | Professor, cantor, compositor e artista plástico | Brasil                                        | 1974  | [ 77 ]  |
| 24  | Ouka Leele                       | Artista e fotógrafa                              | Espanha                                       | 1957  | [ 78 ]  |
| 25  | Eduardo Lizalde                  | Escritor                                         | México                                        | 1929  | [ 79 ]  |
| 25  | Luis Guillermo Eichhorn          | Padre                                            | Argentina                                     | 1942  | [ 80 ]  |
| 26  | Jacó Bittar                      | Político                                         | Brasil                                        | 1940  | [ 81 ]  |
| 26  | Ciriaco de Mita                  | Político                                         | Itália                                        | 1928  | [ 82 ]  |
| 26  | Alan White                       | Músico                                           | Reino Unido                                   | 1949  | [ 83 ]  |
| 26  | Ray Liotta                       | Ator                                             | Estados Unidos                                | 1954  | [ 84 ]  |
| 26  | Andrew Fletcher                  | Músico                                           | Reino Unido                                   | 1961  | [ 85 ]  |
| 26  | George Shapiro                   | Produtor de TV                                   | Estados Unidos                                | 1931  | [ 86 ]  |
| 26  | Arnold Burgen                    | Físico e farmacologista                          | Reino Unido                                   | 1922  | [ 87 ]  |
| 27  | Angelo Sodano                    | Prelado                                          | Itália                                        | 1927  | [ 88 ]  |
| 27  | Michael Sela                     | Bioquímico                                       | Polónia/ Israel                               | 1924  | [ 89 ]  |
| 27  | Mário Mesquita                   | Jornalista                                       | Portugal                                      | 1950  | [ 90 ]  |
| 27  | David Coimbra                    | Jornalista                                       | Brasil                                        | 1962  | [ 91 ]  |
| 27  | Samella Lewis                    | Artista                                          | Estados Unidos                                | 1923  | [ 92 ]  |
| 28  | Bujar Nishani                    | Político                                         | Albânia                                       | 1966  | [ 93 ]  |
| 28  | Ivandro Cunha Lima               | Advogado e político                              | Brasil                                        | 1930  | [ 94 ]  |
| 28  | Evaristo Carvalho                | Político                                         | São Tomé e Príncipe                           | 1942  | [ 95 ]  |
| 29  | Ronnie Hawkins                   | Músico                                           | Estados Unidos/ Canadá                        | 1935  | [ 96 ]  |
| 29  | Antônio Augusto Cançado Trindade | Jurista e Magistrado                             | Brasil                                        | 1947  | [ 97 ]  |
| 29  | Maria Mirecka-Loryś              | Combatente                                       | Polónia                                       | 1916  | [ 98 ]  |
| 29  | Fred Rodrigues                   | Futebolista                                      | Brasil                                        | 1949  | [ 99 ]  |
| 29  | Raquel Seruca                    | Oncobióloga                                      | Portugal                                      | 1962  | [ 100 ] |
| 29  | Oswaldo Profeta                  | Escritor e romancista                            | Brasil                                        | 1924  | [ 101 ] |
| 30  | Milton Gonçalves                 | Ator                                             | Brasil                                        | 1933  | [ 102 ] |
| 30  | Friedrich Christian Delius       | Escritor                                         | Alemanha                                      | 1943  | [ 103 ] |
| 30  | Bob Talamini                     | Jogador de futebol americano                     | Estados Unidos                                | 1939  | [ 104 ] |
| 31  | Zaire Rezende                    | Médico e político                                | Brasil                                        | 1931  | [ 105 ] |
| 31  | Jacques Nguea                    | Futebolista                                      | Camarões                                      | 1954  | [ 106 ] |
| 31  | Gilberto Rodríguez Orejuela      | Criminoso                                        | Colômbia                                      | 1939  | [ 107 ] |